# Cauterización
Cauterización es un término clínico usado para describir la quemadura del cuerpo usada para extraer una parte de él. Las principales formas de cauterización usadas hoy en día son la electrocauterización y la cauterización química. La cauterización también se puede usar para marcar a un humano, ya sea de manera recreacional o forzada. Las quemaduras accidentales también son consideradas como cauterizaciones.

## Cauterización en el pasado

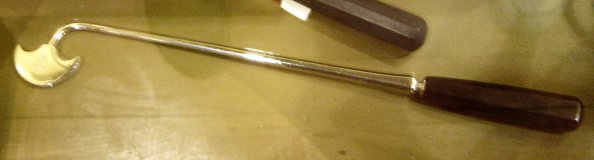
Cauterizadores calientes eran aplicados a tejidos o arterias para detener el sangrado.

El verbo cauterizar proviene del latín cauterizāre ‘quemar o marcar con hierro’ y esta a su vez del griego  καυτεριαζείν 'kauteriazein'; de καυτήρ 'kauter', ‘quemar o marcar con hierro’, y de καιείν 'kaiein', ‘quemar’. La cauterización se usaba para detener hemorragias, especialmente durante alguna amputación.
Ya en siglo XIV, Lisaneddin Mohammed-Ben-Abdallah (polígrafo de la España musulmana), describe el procedimiento en su tratado: "Cuestiones médicas, de la producción de la tríaca, libro de veterinaria, de la sangría y del cauterio", obra de la cual se conserva aún un ejemplar en la Biblioteca Nacional de París.
El procedimiento era simple: Una pieza de metal era calentada sobre el fuego y aplicada a la herida. Esto provocaría que los tejidos con vasos sanguíneos elevaran su temperatura de manera extrema ocasionando una coagulación de la sangre y así controlar el sangrado, a costa de un daño extenso en el tejido. Tiempo después, se emplearon instrumentales médicos especiales para cauterizar arterias. Abu-al-Qasim (Abulcasis) y después Ambroise Paré, introdujeron la técnica de ligadura de arterias en lugar de la cauterización.

## Electrocauterización
La electrocauterización (también llamada cirugía eléctrica, o electrocirugía) es el proceso de destruir tejido con electricidad y es ampliamente usado en la cirugía moderna. El procedimiento frecuentemente es usado para detener la hemorragia en pequeños vasos sanguíneos (los vasos de mayor tamaño son ligados preferentemente), o para cortar a través de tejido suave por ejemplo grasa abdominal (en una laparotomía) o en el tejido mamario en una mastectomía.

## Generador electroquirúrgico
Las fuentes de energía para un sistema electroquirúrgico requieren de un voltaje, frecuencia y forma de onda, apropiados para el tipo de corte y coagulación requeridos.

### Frecuencia
Para prevenir el riesgo de shock eléctrico (electrocución), se utiliza corriente alterna de alta frecuencia. La frecuencia de los enchufes domésticos es de 50 o 60 Hz (según el país) y debido a su alta intensidad (amperaje) causa graves daños en tejidos y provoca una estimulación de los nervios más dolorosa. En cambio la estimulación en los nervios y músculos cesa a los 100 000 Hz (100 kHz), debido a que las variaciones son demasiado rápidas para que las células puedan ser estimuladas. La corriente aplicada en la práctica de la cauterización es de alta frecuencia, superior a los 100 kHz.

### Corte contra coagulación
Pueden verificarse diversos efectos debido a la electro-cauterización al modificar el voltaje o la corriente así como el patrón de pulsos eléctricos. Cuando se usa un bajo voltaje de corriente alterna, el calor generado es intenso, hasta el grado de que el tejido se vaporiza en la punta de la sonda. El efecto es llamado corte. Cuando se incrementa el voltaje en forma de pulsos, el calor producido es menos intenso y la tasa es más baja, el daño al tejido es más extenso (a pocos milímetros de la sonda) y la sangre coagula, en muchos instrumentos de electrocirugía esto se denomina «modo de coagulación»). Esto también se usa para la ablación, habitualmente para dejar una marca.

### Monopolar contra bipolar
Se emplean dos tipos de electrocauterización: monopolar y bipolar (también conocidos como monotérmica y diatérmica respectivamente). Los dos involucran el uso de corrientes alternas de alta frecuencia y un par de electrodos, uno llamado activo y el otro retorno. La diferencia radica en la colocación de ambos.
- Monopolar: la corriente viaja de la sonda (activo) donde la cauterización ocurre y el cuerpo del paciente actúa como «tierra». Una almohadilla de «tierra» (retorno) es colocada en el cuerpo de la persona, usualmente en el muslo y conduce el flujo eléctrico hacia la máquina. La aplicación cuidadosa del electrodo de retorno es imprescindible para evitar quemaduras extensas que pueden ocurrir si no se detecta el posicionamiento adecuado.
- Bipolar: la sonda (activo) y el «retorno» ambos son colocados en el sitio de la cauterización, usualmente la sonda tiene el aspecto de un fórceps en el cual cada extremo es un electrodo, cauterizando únicamente los tejidos entre los electrodos.

### Sondas
Se utilizan sondas con diversos tipos de forma para diversos propósitos. Una de las más comunes, con el aspecto de una pluma pero con una terminación en forma de espátula o escalpelo esbelto de unos 5 x 30 mm, puede servir como coagulador y como escalpelo eléctrico. La sonda bipolar típica se parece a un par de pinzas que agarran y cauterizan una pequeña sección de tejido, variantes de estas sondas son usadas en cirugía abierta y en la cirugía moderna mínimamente invasiva. El cirujano opera la sonda presionando un botón colocado en el cuerpo de ésta o accionando un pedal con el pie.

## Quemaduras con corriente alterna deHF
Cuando se usa un electrocauterizador monopolar es importante que la almohadilla de conexión a la toma de tierra sea el único camino por donde la corriente pase a través del cuerpo. La corriente eléctrica siempre sigue la ruta de menor resistencia, y si esta encuentra camino en alguna pieza conectada a tierra que toque el cuerpo del paciente por casualidad, es posible que ello resulte en una quemadura en esa zona o en la punta de la sonda cauterizadora. Debe tenerse cuidado de que el paciente esté completamente aislado de la tierra eléctrica y que una enorme almohadilla de tierra se ajuste al paciente. Defectos en el aislamiento del instrumento monopolar y el acoplamiento capacitivo pueden conducir a un traumatismo del tejido de manera aleatoria.

## Cauterización química
Muchas reacciones químicas pueden destruir tejido y algunas son usadas de manera rutinaria en medicina, comúnmente para remover pequeñas lesiones en la piel o tejido muerto en la hemostasia. Algunos agentes cauterizantes son:
- Nitrato de plata: ingrediente activo del «Cáustico lunar», una barra que tradicionalmente tiene la forma de un cerillo. Es sumergida en agua y presionada contra la lesión para cauterizar por algunos momentos.
- Ácido tricloroacético
- Cantaridina. Un extracto de un escarabajo de la familia Meloidae o de la mosca española, que ocasiona necrosis y ampollas. Se usa en el tratamiento de las verrugas.

## Cauterización nasal
Si una persona presenta sangrado nasal frecuente (epistaxis) puede deberse a que tenga vasos sanguíneos expuestos en su nariz. Incluso si la nariz no presenta sangrado, es cauterizada para prevenir una hemorragia futura. Los diferentes métodos de cauterización incluyen quemar el área afectada con ácido, metal caliente, láser, o nitrato de plata. Las personas frecuentemente encuentran dolorosos dichos procedimientos. En ocasiones se emplea nitrógeno líquido como una alternativa menos dolorosa, aunque es menos efectiva.